# Canoa (film)
Pour les articles homonymes, voir Canoa.
Pour plus de détails, voir Fiche technique et Distribution.
Canoa: memoria de un hecho vergonzoso (Canoa : une mémoire honteuse) est un film mexicain réalisé par Felipe Cazals en 1975 et sorti en 1976.
En juillet 1994, le film est sélectionné en 14e position dans la liste établie par la revue Somos des 100 meilleurs films mexicains de tous les temps.

## Résumé
L'histoire s'inspire de faits véridiques. Un témoin raconte ce qui s'est déroulé dans le village de San Miguel de la Canoa (État de Puebla), la nuit du 14 septembre 1968. Cinq amis de l'Université de Puebla partis en excursion sur le volcan La Malinche se retrouvent, en fin de journée, immobilisés sur place, à cause d'un violent orage. Le prêtre local, se comportant en véritable chef de village, refuse de les héberger dans l'église, au motif qu'ils seraient « des étudiants communistes possédés par le démon ». Un habitant accepte de les abriter. C'est alors, qu'à l'instigation du curé, sa maison est attaquée et deux de ses hôtes assassinés. La police retrouvera plus tard les survivants, blessés et mutilés.

## Fiche technique
- Titre du film : Canoa (en français : Canoë)
- Réalisation : Felipe Cazals
- Scénario : Tomás Pérez Turrent
- Photographie : Alex Phillips Jr.
- Format : Couleur, 35 mm
- Décors : Salvador Lozano
- Montage : Rafael Ceballos
- Son : Manuel Topete
- Production : Roberto Lozoya, Alfredo Chavira pour Conacite Uno, STPC (Sindicato de Trabajadores de la Producción Cinematografica)
- Pays d'origine :  Mexique
- Langue originale : Espagnol
- Durée : 115 minutes
- Sortie : 4 mars 1976 à Mexico

## Distribution
- Ernesto Gómez Cruz : Lucas
- Salvador Sánchez : le villageois, témoin et narrateur
- Enrique Lucero (es) : le prêtre
- Rodrigo Puebla : Pedro
- Roberto Sosa (es) : Julián
- Arturo Alegro : Ramón
- Carlos Chávez : Miguel
- Malena Doria : la gouvernante du prêtre
- Alicia del Lago : l'épouse de Lucas

## Récompenses et distinctions
- Festival de Berlin 1976 : Ours d'argent

## Commentaire
Canoa est la reconstitution réussie d'événements réels. Très bien servi par un scénario extrêmement précis, œuvre du critique Tomás Pérez Turrent, le film « a recours au faux documentaire pour dédramatiser les faits et établir un contexte qui les explique. » « Le film montre que la tragédie provient du fanatisme, de l'intolérance et de la peur. »
En outre, référence est faite, de manière plus indirecte, à la manifestation estudiantine de la place de Tlatelolco (2 octobre 1968) réprimée par les forces de police. Ce conflit apparaît dès les scènes initiales. Alors que des soldats défilent pour la commémoration de l'Indépendance mexicaine, ils se heurtent à un rassemblement de protestation qui, transportant les cercueils des victimes de Canoa, brandit des pancartes exigeant que justice soit rendue. « Cette séquence, sur fond de marche militaire, est l'une des plus mémorables du film. »
Ainsi, « bien que le spectateur connaisse déjà le dénouement, révélé à l'orée du film, la tension de la narration ne cesse de croître. » Le réalisateur alterne judicieusement plusieurs styles : celui du reportage sociologique, de la chronique journalistique et du film à suspense. Le narrateur (Salvador Sánchez), un témoin des événements, rend compte, face à la caméra, de la réalité d'un village et répond, dans le même temps, aux questions d'un reporter invisible.
Lauréat du Prix spécial du Jury au Festival de Berlin 1976, Canoa est, selon Leonardo García Tsao, un classique du cinéma mexicain.